# Cristoforo Armeno
Cristoforo Armeno (Tabriz, ... – ...; fl. metà XVI secolo) è stato uno scrittore e traduttore italiano di origini mediorientali.

## Biografia
Riconosciuto già dai suoi contemporanei come interprete della cultura persiana in Italia, tradusse nel 1548 il racconto orientale intitolato Viaggi e avventure dei tre principi di Serendippo che ispirò Horace Walpole (a cui si deve il largo utilizzo della parola serendipity nella lingua inglese) e Voltaire che s'ispirò ad esso per il racconto Il cane e il cavallo in Zadig. 
Il testo fu pubblicato dall'editore Michele Tramezzino a Venezia nel 1557 e tradotto in seguito in francese da de Mailly nel 1719.
In realtà Cristoforo Armeno non si limita a una semplice traduzione, ma rielabora e riadatta alla cultura occidentale e cristiana il poema Hasht Bihisht di Amir Khusrow da Delhi, contaminandolo con il poema Haft Peikar di Nezami di Ganjè.